# Elsenfeld
Elsenfeld – gmina targowa w Niemczech, w kraju związkowym Bawaria, w rejencji Dolna Frankonia, w regionie Bayerischer Untermain, w powiecie Miltenberg. Leży około 18 km na północny zachód od Miltenberga, nad ujściem rzeki Elsava do Menu, przy drodze B469 i linii kolejowej Aschaffenburg – Aalen.

## Dzielnice
W skład gminy wchodzą następujące dzielnice: Eichelsbach, Elsenfeld, Rück i Schippach.

## Demografia
| Rok  | Liczba mieszk. |
| ---- | -------------- |
| 1970 | 6.908          |
| 1987 | 7.370          |
| 2000 | 8.744          |
| 2006 | 9.015          |

## Współpraca
Miejscowość partnerska:
- Condé-sur-Noireau, Francja od 28 maja 2005

## Atrakcje
Miejscowość leży od 1990 na trasie szlaku wędrownego Frankoński Wino Czerwone.

## Oświata
W gminie znajduje się 419 miejsc przedszkolnych (z 374 dziećmi), 2 szkoły podstawowe (43 nauczycieli, 809 uczniów), gimnazjum (im. Juliusa Echtera gdzie uczęszcza 906 osób) oraz Realschule (około 1000 uczniów).